# Monts Entiat
Pour les articles homonymes, voir Entiat.
Les monts Entiat, en anglais : Entiat Mountains, sont un massif de montagnes des États-Unis, dans l'État de Washington.

## Géographie

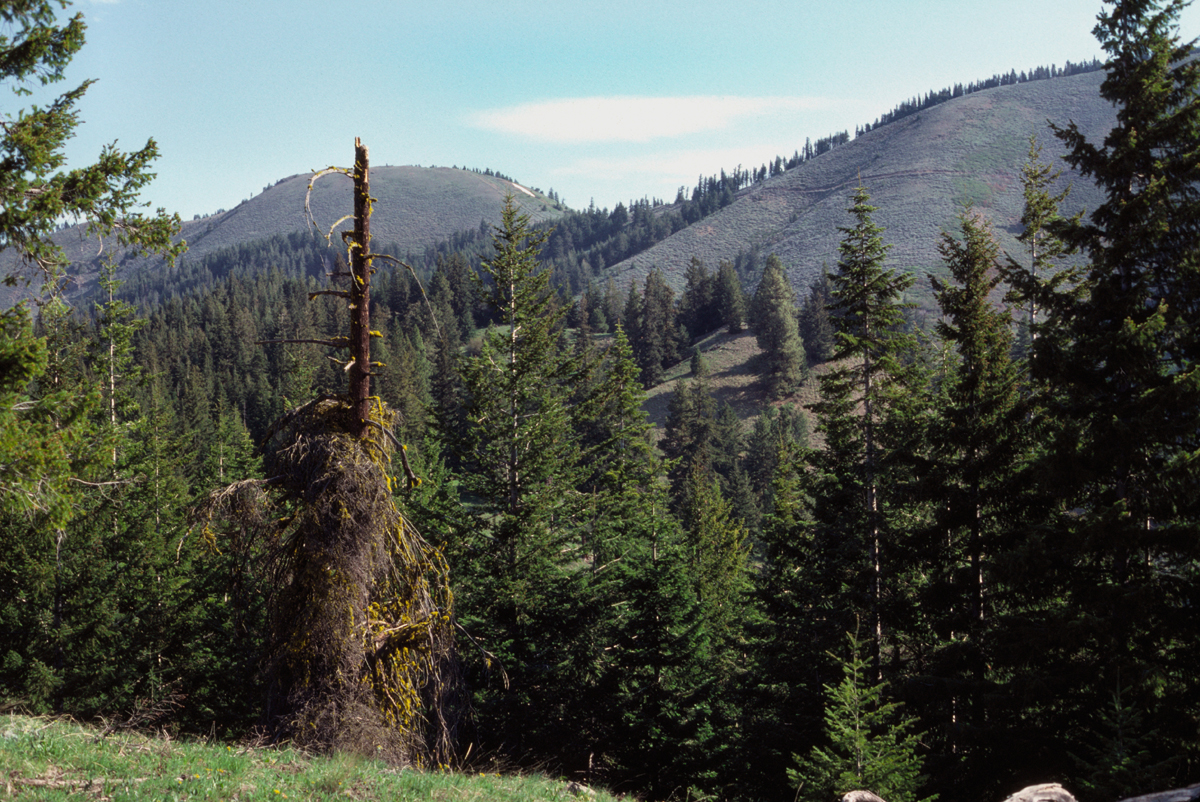
Vue du sommet du mont Chumstick.

Les monts Entiat sont situés dans le Nord-Ouest des États-Unis, dans l'État de Washington. Ils font partie de la chaîne des Cascades. Ils mesurent 85 kilomètres de longueur, 51 km de largeur pour une superficie de 1 585 km2. Ils peuvent être divisés entre les monts Entiat Nord et les monts Entiat Sud. Son point culminant est constitué du mont Fernow s'élevant à 2 819 mètres d'altitude.
Ce massif de montagnes tire son nom de la tribu amérindienne des Entiat et de nombreux lieux ont été nommés par l'explorateur Albert Hale Sylvester (en).